# Inderite
L'inderite ou indérite est un corps minéral cristallin, un hydrotriborate de magnésium hydraté de formule Mg[B3O3(OH)5]·5 H2O. Ce minéral rare, nullement soluble dans l'eau froide ou tiède, est le plus souvent un produit de formation secondaire au sein des gisements salins, potassiques et/ou boratés.
Ses cristaux prismatiques, le plus souvent blancs, à cassure inégale dévoilant un éclat vitreux, appartiennent au système cristallin monoclinique. Ils ne sont pas fluorescents.

## Description en minéralogie et topotype
Typiques de la contrée du lac Inder, près des monts Inder, au Kazakhstan, des échantillons ont été décrits en anglais par le minéralogiste soviétique Boldyreva en 1937. En effet, dans le gisement no 7 du Mt Kzyl-tau compris dans les dépôts ou dôme salin Inder B, à Atyrau (Gur'yev), de la province Atyrau, elle est associée à l'hydroboracite.

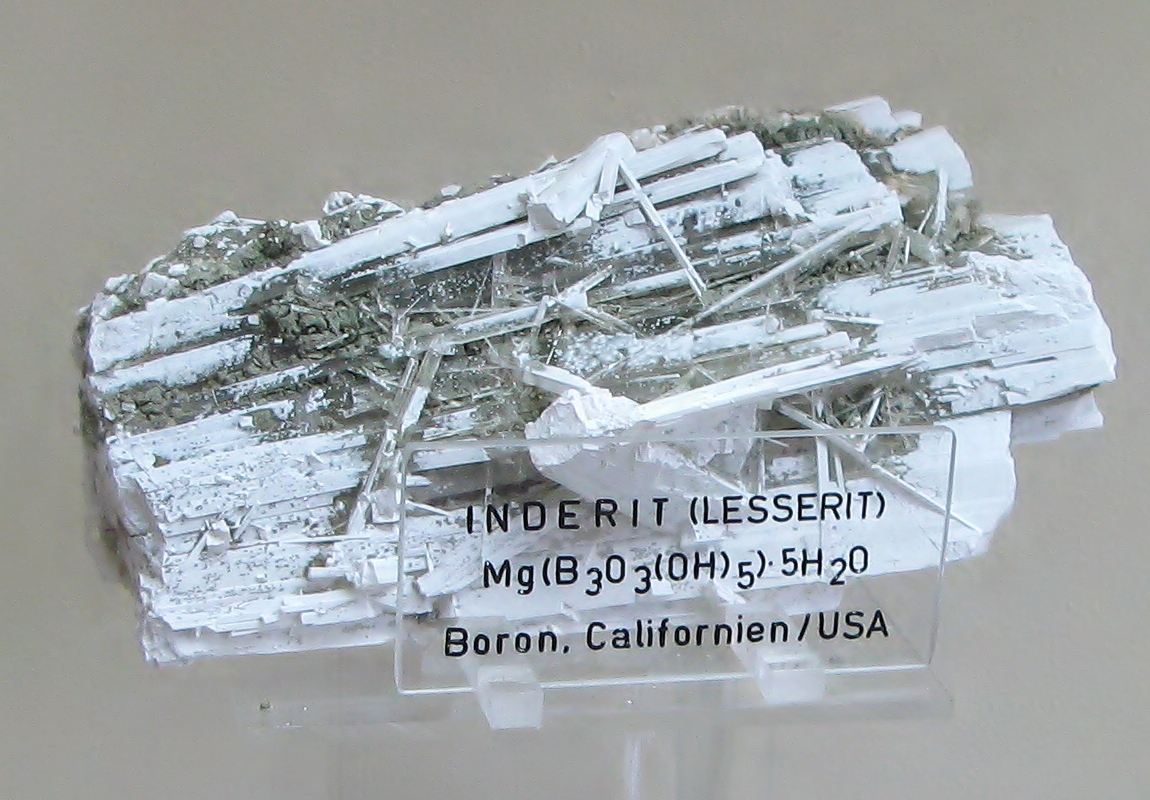
Inderite, vieil échantillon californien de Boron aux longs cristaux aciculaires avec sa fiche au Musée minéralogique de Bonn

Il existe un synonyme américain, écrit au choix lesserite ou loesserite qui correspond à une pseudo-variété découverte à Boron dans le comté de Kern.

## Cristallographie et cristallochimie
Le cristal est dimorphe de la kurnakovite. 
Les cristaux artificiels sont prismatiques.
Le groupe de l'indérite désigne des triborates calco-magnésiens, comprenant au choix des ions calcium et magnésium, elle comprend l'inderborite, l'inyoïte, la kurnakovite, la meyerhofferite et la solongoïte. 
Dans la classification de Dana, elle est associée à l'inyoïte et l'inderborite au sein du groupe de l'inyoïte.

## Propriétés chimiques et physiques
La composition en pourcentage massique correspond en théorie à 14,40 % de MgO, 37,32 % de B2O3 et de 48,28 % de H20.
L'inderite est insoluble dans l'eau, elle est soluble dans l'acide chlorhydrique étendu et à chaud.
Les échantillons peuvent être nettoyés à l'eau.
Il est parfois possible de confondre par l'aspect inyoïte, szaibelyite et inderite. Mais la mesure précise de la densité, et surtout les propriétés (réactions) chimiques permettent de les différencier.

## Gitologie
L'indérite est un minéral secondaire rare, mais assez fréquent dans les dépôts de borates. En association avec d'autres évaporites comme la kurnakovite, l'hydroboracite, la colemanite, la pinnoïte, le borax, l'ulexite mais aussi la célestine, le réalgar, l'orpiment, la stibnite, l'analcime.
L'inderite est typique des lacs boratés. Massive, elle peut former des couches continues sur de vastes étendues, épaisses de plus de 40 cm d'épaisseur au voisinage du lac Searles à l'US borax mine, Boron, district de Kramer dans le comté de Kern en Californie. 

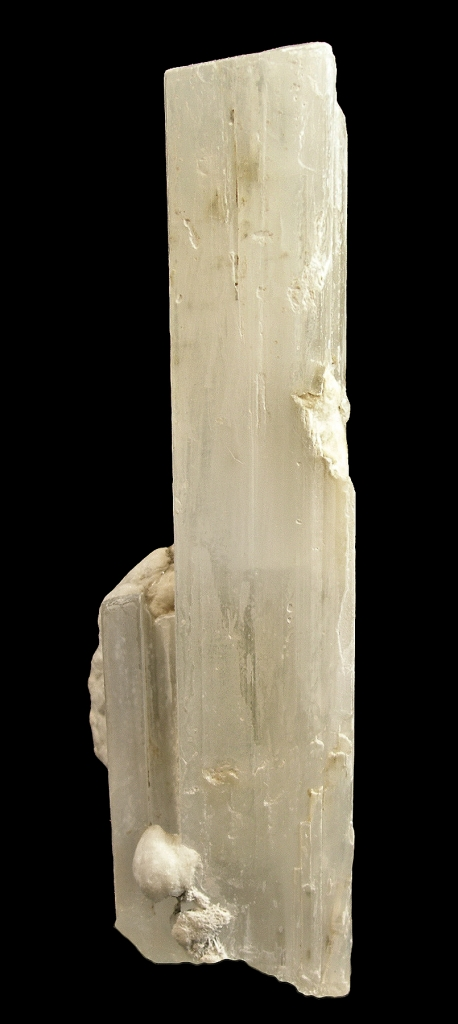
Inderite gris blanchâtre, district de Kramer, Boron

### Gisements
- Argentine

dépôt de borax de Tincalayu, Salar de l'Homme mort, province de Salta, Argentine
- États-Unis notamment en Californie

gros cristaux dans le puits ouvert de Boron et mines Baker and Jenifer, lac boraté Kramer, comté de Kern
à Hard Scramble Claim, district de Furnace Creek, vallée de la Mort ou Death Valley, comté d'Inyo
- Chine

Lacs salés de Da Qaidam (Qinghai) et Gê'gyai (Tibet)
- Italie

Mine de Brosso et Cálea, Lessolo/Brosso, pays Canavais, province de Turin, Piémont.
- Kazakhstan

dépôts boratés et dômes salins, topotype du lac Inder
- Russie

Gisement boraté de "Titovskoe" dans les monts Tas-Khayakhtakh en Yakoutie
- Turquie

Sarıkaya, en association avec la kurnakovite, près de Kirka, Eskiçehir Province
Gisement d'extraction de gros cristaux (parfois plus de 30 mm) à Bigadic, Province de Balikesir, région de la mer de Marmara

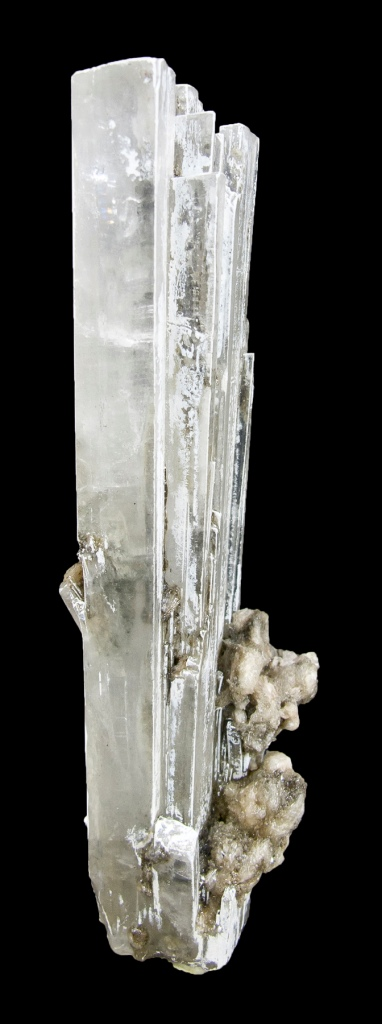
Inderite du puits ouvert de Boron, Mine de Borax, comté de Kern, Californie

## Usage
L'inderite est un des borates naturels couramment employés dans l'industrie chimique. Ce nésotriborate hydraté est encore usité en métallurgie du fer, à l'instar du borax ou de l'ulexite.
Malgré sa faible dureté et ses clivages parfois faciles, elle est utilisée en gemmologie. Une taille en cabochon est parfois possible.